# Acacia kallunkiae
Acacia kallunkiae là một loài thực vật có hoa trong họ Đậu. Loài này được J.W.Grimes & Barneby miêu tả khoa học đầu tiên.